# Julián Grimau

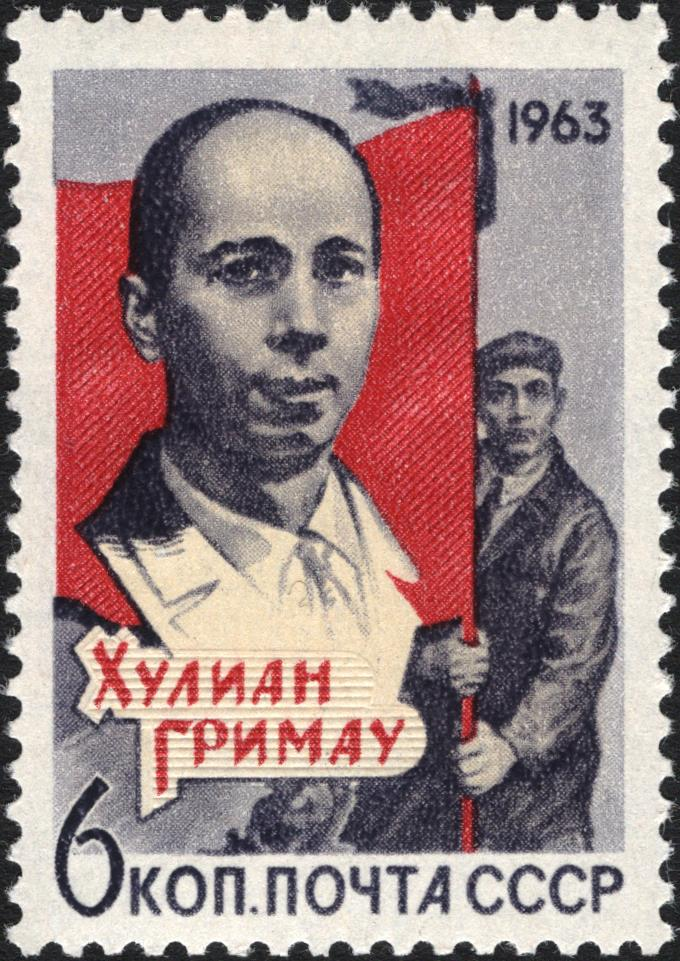
Julián Grimau in einer sowjetischen Briefmarke, 1963

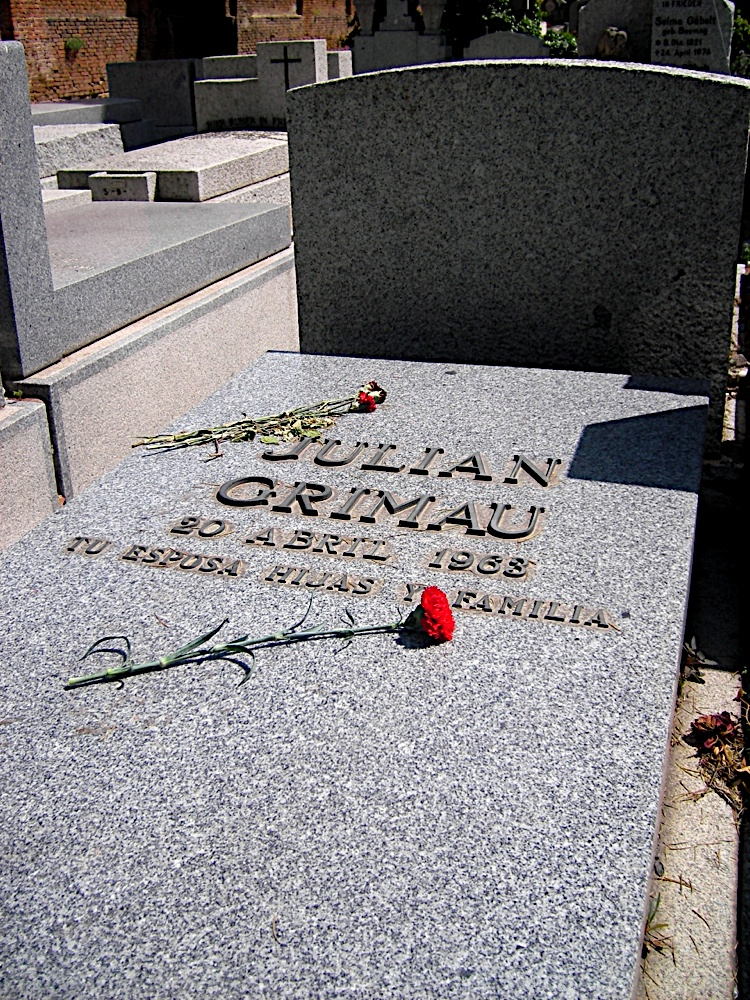
Der Grabstein von Julian Grimau in Madrid auf dem Zivilfriedhof

Julián Grimau García (* 18. Februar 1911 in Madrid; † 20. April 1963 ebenda) war ein spanischer Kommunist, der trotz weltweiter Proteste unter dem Franquismus zum Tode verurteilt und hingerichtet wurde.

## Leben
Julián Grimau war zunächst Mitglied der linksliberalen Partei Izquierda Republicana (dt.: Republikanische Linke), bevor er der Kommunistischen Partei Spaniens (PCE) beitrat. Nach Ausbruch des Spanischen Bürgerkriegs, ausgelöst durch den Militärputsch gegen die Zweite Spanische Republik im Juli 1936, war er in den Kriegsjahren Kriminalpolizist in Barcelona, wo schon sein Vater ein Polizeiinspektor gewesen war. Während des Franquismus ging er ins Exil nach Lateinamerika und später nach Frankreich. Im November 1954 wurde er auf dem V. Parteitag der PCE in Prag zum Mitglied des Zentralkomitees gewählt. Seit 1959 lebte er illegal wieder in Spanien, meist in Madrid. Hintergrund war die verstärkte Industrialisierung Spaniens seit den 1950er Jahren und damit auch die Möglichkeit unter Industriearbeitern den Widerstand gegen den Franquismus zu organisieren.
Am 27. November 1962 wurde Grimau von der spanischen Geheimpolizei in Madrid festgenommen, bestialisch gefoltert und 1963 von einem Militärgericht wegen seines Wirkens im Bürgerkrieg in einem Schnellprozess mit der Begründung zum Tode verurteilt, er leiste „fortgesetzte militärische Rebellion“. Obwohl weltweit Protest gegen das Todesurteil eingelegt wurde – so hatten sich Königin Elisabeth II. von England, Papst Johannes XXIII., der sowjetische Staatschef Nikita Chruschtschow und selbst der spanische Minister Fernando María de Castiella Maíz in der Sitzung des Ministerrats vom 19. April 1963 für Grimaus Begnadigung eingesetzt – wurde er in den Morgenstunden des 20. April von einem Peloton von Wehrpflichtigen erschossen.
1989 wurde das Urteil aufgehoben und Grimau vollständig rehabilitiert.

## Rezeption
Aldo Moro von der italienischen Democrazia Cristiana sprach von der Hinrichtung als einem Fall von „politischer Rache“.
Der spanische Historiker Bartolomé Bennassar urteilte, dass die franquistische Diktatur sich mit dem Prozess gegen den einstigen Kriegsteilnehmer Grimau die Chance nahm, mit einem milden Urteil ein Zeichen der Versöhnung zu setzten und so zu zeigen, dass der Bürgerkrieg wirklich zu Ende war.

## Erinnerung
In der DDR wurde an Grimau erinnert, indem Straßen und Klubs nach ihm benannt wurden. So wurde zum Beispiel 1963 die Ostra-Allee in Dresden in Julián-Grimau-Allee umbenannt.
Nach der friedlichen Revolution in der DDR und der Wiedervereinigung wurde dies 1991 rückgängig gemacht. In Berlin-Niederschöneweide existiert nach wie vor eine Grimaustrasse. In Berlin-Adlershof existiert nach wie vor eine Gedenktafel zu Ehren Grimaus.